# لینو تروئیزی
لینو تروئیزی (ایتالیایی: Lino Troisi؛ ‏ ۴ مه ۱۹۳۲ – ۴ مه ۱۹۹۸) بازیگر و صداپیشه اهل ایتالیا بود. وی دانش‌آموختهٔ آکادمی ملی هنرهای نمایشی سیلویو دامیکو بود.
از فیلم‌ها یا برنامه‌های تلویزیونی که وی در آن نقش داشته‌است، می‌توان به عسل، صد روز در پالرمو، تونی آرزنتا، شهردار، شهر قمار، رم خواهان بازگشت سزار است و شوپن اشاره کرد.